# Valgioie
Valgioie (piemonti nyelven Valgiòje, frankoprovanszál nyelven Voudjiň) egy 709 lelket számláló település Torino megyében. A Sangone-völgyben található, és a Susa- és Sangone-völgyi Hegyi Közösség tagja.

## Elhelyezkedés

Valgioie község Torino megye térképén

## Történelem
Már az ókorban is létezett, a longobárd időszakban Valocia, Valogia és Vologia néven is ismert. Korábban Vallis Judeaként említik. A területén druidák nyomai is felfedezhetők. A Valle Judea elnevezés 16. századi dokumentumokban is fellelhető.
A 13. század végéig Valgoie a Savoyai Grófsághoz tartozott, amikor 1294-ben Faydito Vilmos elcserélte V. Amadé savoyai gróffal. 1310-ben azonban a Faydito-család adósságai miatt kénytelen volt eladni a területet, amely így a Savoyai-ház uralma alá került.

## Fordítás
- Ez a szócikk részben vagy egészben  a   Valgioie című olasz Wikipédia-szócikk fordításán alapul.  Az eredeti cikk szerkesztőit annak laptörténete sorolja fel. Ez a jelzés csupán a megfogalmazás eredetét és a szerzői jogokat jelzi, nem szolgál a cikkben szereplő információk forrásmegjelöléseként.